# 青木美智男
青木 美智男（あおき みちお、1936年〈昭和11年〉10月7日 - 2013年〈平成25年〉7月11日 ）は、日本の歴史学者。元専修大学文学部教授。専門は日本近世社会史・文化史。近世史研究の第一人者と評された。

## 人物
1936年10月7日、福島県東白川郡棚倉町に生まれる。明治大学文学部史学地理学科卒業。東北大学大学院文学研究科修士課程修了。日本福祉大学社会福祉学部助教授、同大学経済学部教授を経て、1997年4月より専修大学文学部教授。2007年3月専修大学を定年退職。
専修大学校史の編纂やミシェル・ベルンシュタイン文庫の研究に尽力した。
2013年7月11日、調査先の金沢で誤嚥性肺炎により死去。

## 著書

### 単著
- 『天保騒動記』（三省堂、1979年）
- 『文化文政期の民衆と文化』（文化書房博文社、1985年）
- 『一茶の時代』（校倉書房、1988年）
- 『大系 日本の歴史11 近代の予兆』（小学館、1989年）
- 『日本の近世 第17巻 東と西江戸と上方』（中央公論社、1994年）
- 『近世尾張の海村と海運』（校倉書房、1997年）
- 『百姓一揆の時代』（校倉書房、1999年）
- 『深読み浮世風呂』（小学館、2003年）
- 『近世非領国地域の民衆運動と郡中議定』（ゆまに書房、2004年）
- 『文政・天保期の史料と研究』（ゆまに書房、2005年）
- 『全集 日本の歴史 別巻 日本文化の原型 近世庶民文化史』（小学館、2009年）
- 『藤沢周平が描ききれなかった歴史 『義民が駆ける』を読む』（柏書房、2009年）
- 『小林一茶 時代をよむ俳諧師』（山川出版社日本史リブレット、2012年）
- 『小林一茶　時代を詠んだ俳諧師』（岩波新書、2013年）

### 編著
- 『一揆』全5巻（東京大学出版会、1981年）
- 『教員になる人のための日本史』（新人物往来社、1998年）
- 『幕末維新と民衆社会』（高志書院、1998年）
- 林英夫との共編『事典しらべる江戸時代』（柏書房、2001年）
- 林英夫との共編『番付で読む江戸時代』（柏書房、2003年）
- 中条唯七郎『善光寺大地震を生き抜く 現代語訳『弘化四年・善光寺地震大変録』』（中村芙美子訳、青木校註、日本経済評論社、2011年）
- 森謙二共編『三くだり半の世界とその周縁』（日本経済評論社、2012年）